# Zara Larsson
Zara Maria Larsson (pronúncia sueca: [ˈsɑːra maˈriːa ˈlɑːʂɔn], Solna, 16 de dezembro de 1997) é uma cantora e vocalista solo e compositora sueca. Ela recebeu fama internacional por vencer a temporada de 2008 do talent show Talang, a versão sueca do Got Talent. Zara assinou com a gravadora TEN Music Group em 2010 e lançou seu primeiro extended play Introducing, em janeiro de 2013. O single "Uncover" liderou as paradas na Suécia e na Noruega. Tanto o single "Uncover", bem como o EP Introducing foram disco de platina tripla em julho de 2013 pela Universal Music Sweden. Zara também assinou um contrato de três anos com a Epic Records nos Estados Unidos em abril de 2013. Larsson foi destaque em 2016 por cantar a música tema oficial do UEFA Euro 2016 realizado na França, ao lado de David Guetta.
Em 2017, ela venceu como "Artista do Ano" nos prêmios Grammis da Suécia.

## Biografia
Larsson nasceu no Hospital Universitário Karolinska, localizado na cidade de Estocolmo na Suécia, como a filha de Agnetha e Anders Larsson. Em uma entrevista ao Svenska Dagbladet, ela disse que nasceu "morta" devido à falta de oxigênio do cordão nucal. Ela tem uma irmã mais nova, Hanna, que também é cantora e membro da banda Lennixx.
Em uma entrevista em 2015, Larsson disse que foi aceita na Escola de Música de Adolf Fredrik, mas recusou porque não queria cantar em um coro.

## Carreira

### 2008 — 2011: Início da carreira
Larsson ganhou a temporada 2008 de Talang, a versão sueca de Got Talent, com apenas 10 anos, e ganhou o prêmio de 500,000SEK. "My Heart Will Go On", originalmente cantada por Celine Dion, foi lançada mais tarde como o primeiro single de Larsson.

### 2012 — 2014: Ascensão com o1

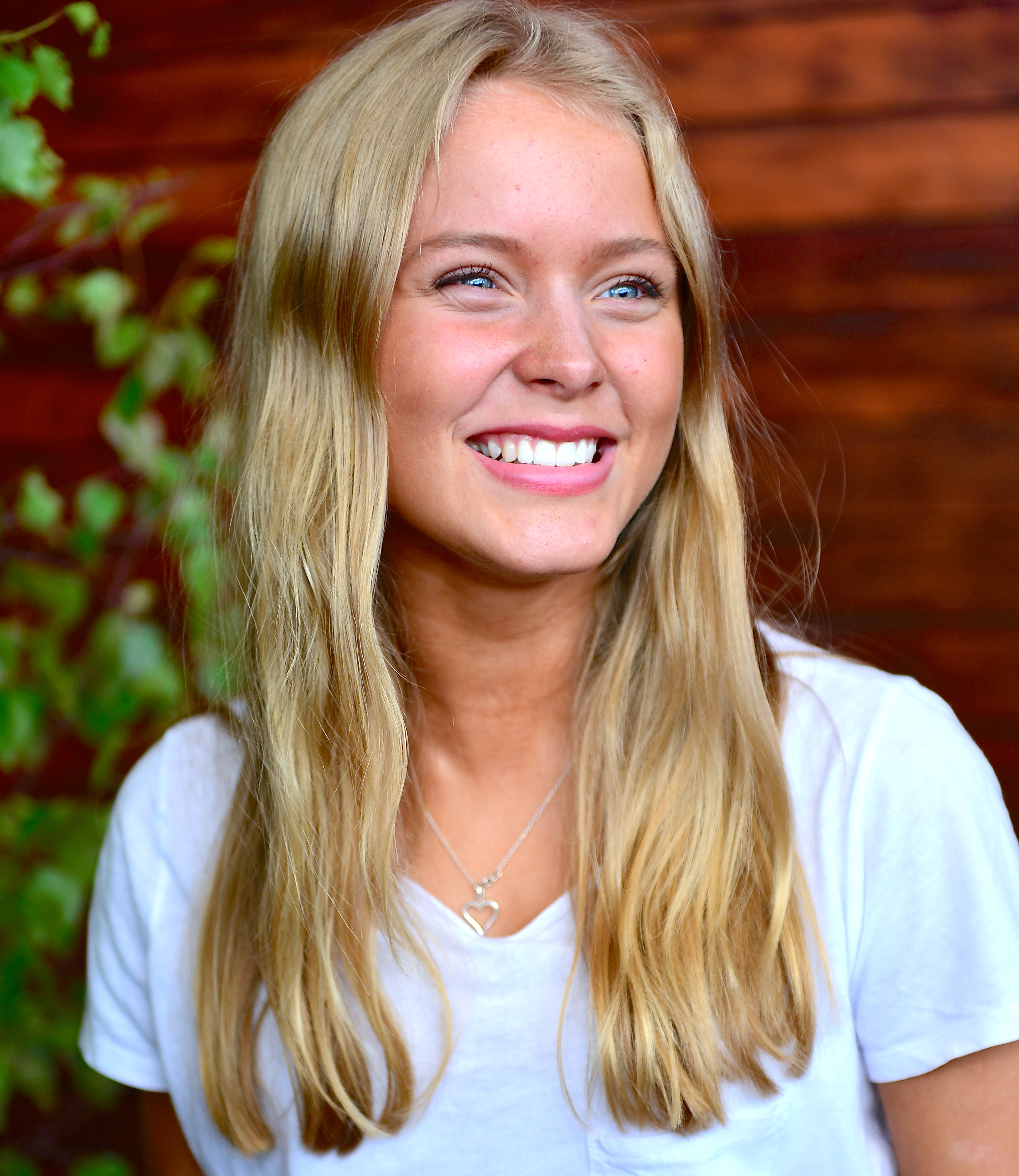
Larsson no Allsång på Skansen (2013)

Em 2012, Larsson assinou com TEN Music Group para gravar o seu álbum de estreia. O seu extended play de estreia de Larsson, recebeu o título de "Introducing", e foi lançado em 9 de Dezembro de 2012 através de uma prévia de "Uncover" no YouTube. O curto álbum de cinco canções foi lançado em 21 de Janeiro de 2013. E a versão completa da canção "Uncover" foi lançado como primeiro single do álbum, onde alcançou o primeiro lugar em ambas paradas da Suécia, Sverigetopplistan e DigiListan, além de alcançar o número 1 na Noruega e alcançar o terceiro lugar na parada da  Dinamarca, no dia 25 de Fevereiro de 2013 a música foi certificada com disco de Platina na Suécia pela Universal Music Sueca. A canção entrou nas listas de faixas da Svensktoppen, uma parada musical da "Rádio Suécia". Em Julho de 2013, no programa da Suécia, Sommarkrysset em Gröna Lund, recebeu o certificado de tripla platina por seu disco extended play de estreia "Introducing".
Em 27 de Março de 2013, o próximo extended play de Larsson foi anunciado através de um prévia de "She's Not Me (Pt. 1)". O extended play de cinco músicas, Allow Me To Reintroduce Myself, foi lançado em 5 de Julho de 2013. O single "She's Not Me", que consiste em "She's Not Me (Pt. 1)" e "She's Not Me (Pt. 2)", foi lançado em 25 de Junho de 2013. Em 3 de Abril de 2013, Larsson revelou em seu blog que ela tinha assinado um contrato de três anos com Epic Records, nos Estados Unidos.
Em 1 de Outubro de 2014, Larsson lançou o seu primeiro álbum de estúdio com o título de "1", incluindo as músicas "Uncover", "Bad Boys" e "She's Not Me" (Parte 1 e 2). O álbum foi certificado por platina na Suécia, por suas vendas. Larsson foi um ato de abertura para a turnê da cantora britânica Cher Lloyd, I Wish Tour.

### 2015 — 2017:So Goode sucesso internacional
Em 5 de Junho de 2015, Larsson lançou seu single de estreia "Lush Life" de seu segundo álbum de estúdio. A música tornou-se seu segundo single número 1 e foi certificado de platina quadrupla na Suécia. A canção chegou ao top 5 nas paradas da Austrália, Dinamarca, Irlanda, Noruega, Holanda, Suíça, Bélgica, Alemanha, Áustria e Reino Unido.
Em 22 de Julho de 2015, Larsson colaborou com o cantor britânico MNEK, nomeado do Grammy Award, e lançou para o público o seu segundo single que foi intitulado de "Never Forget You". A canção alcançou número 1 na Suécia, número 5 no Reino Unido, número 3 em Austrália, número 1 no top 50 de Suécia, parada musical (baseado na popularidade semanal de YouTube). E também alcançou na parada do Spotify da Suécia. A canção ganhou o disco de platina na Suécia depois de duas semanas de lançada.
Em fevereiro de 2016, o cantor Tinie Tempah lançou um single intitulado "Girls Like", em parceira com Larsson. Larsson também participou da canção oficial do UEFA Euro 2016, "This One's for You" de David Guetta.
Em 1 de Setembro de 2016, Larsson lançou seu terceiro single intitulado "Ain't My Fault", que fará parte do seu próximo álbum. Em 22 de Outubro de 2016, Larsson foi nomeada um dos 30 mais influentes adolescentes da revista Time de 2016.
Em 11 de novembro de 2016, Larsson lançou "I Would Like" como um single promocional para seu próximo álbum.
Larsson lançou um novo single intitulado "So Good", que conta com vocais do rapper americano Ty Dolla Sign, como o quarto single de seu segundo álbum, de mesmo título, em 26 de janeiro de 2017. Seu segundo álbum "So Good" foi lançado em 17 de março de 2017.

### 2017—2022:Poster Girl
Em setembro de 2017, Larsson anunciou que havia começado a trabalhar em seu terceiro álbum de estúdio, dizendo em uma entrevista que havia escrito duas novas músicas com MNEK. Em 11 de dezembro de 2017, Larsson mais uma vez se apresentou no Concerto do Prêmio Nobel da Paz, desta vez ao lado do cantor americano John Legend. 
Em janeiro de 2018, Larsson foi nomeado para a lista "30 Under 30 Europe" da Forbes na categoria de entretenimento. 
Em setembro de 2018, Larsson anunciou o primeiro single de seu terceiro álbum de estúdio, "Ruin My Life". Ela lançou a música e o videoclipe em 18 de outubro de 2018. A pista foi um sucesso comercial em todo o mundo, sendo certificada pelo menos ouro nos EUA e no Reino Unido, enquanto alcançava o número um na Holanda. Em 2019, Larsson lançou os singles seguintes "Don't Worry Bout Me" e "All the Time", bem como o então single promocional "Wow". 
Em janeiro de 2019, ela participou da música "Holding Out for You" do rapper e cantor italiano Fedez.  Em 8 de novembro de 2019, o próximo single de Larsson, "Invisible", retirado do filme Klaus de 2019, o primeiro longa-metragem de animação original lançado na Netflix, foi lançado no mesmo dia em que o filme foi lançado. 
Em março de 2020, Larsson participou do single de Kygo, "Like It Is", ao lado do rapper americano Tyga. A música teve um desempenho moderadamente bom, tornando-se uma das cinco melhores músicas na Suécia, Nova Zelândia e Noruega. [ citação necessária ]
Em junho de 2020, Larsson anunciou o single "Love Me Land" através do Instagram. Ela lançou a música e o videoclipe em 10 de julho de 2020. No mesmo dia, foi publicada uma entrevista com ela e a Sveriges Radio. Ela anunciou que seu novo álbum seria lançado após 2020. Ela também disse: "Estou preparada de uma maneira completamente diferente. Eu tenho a próxima música pronta, a capa do álbum, o vídeo, o álbum está pronto. Eu apenas me sinto pronto de uma maneira diferente." Foi então revelado em sua página do Spotify que o álbum se chamaria Love Me Land e que a faixa-título era o primeiro single do álbum.  No entanto, Larsson mais tarde esclareceu em uma entrevista que o álbum é intitulado Poster Girl e que "Wow" também seria incluído no álbum,[ depois de anunciá-lo oficialmente como single em 26 de agosto de 2020. 
Em setembro de 2020, Larsson lançou um remix de "Wow" com a cantora americana Sabrina Carpenter. 
Em 8 de janeiro de 2021, ela lançou "Talk About Love" com o rapper americano Young Thug como o terceiro single de Poster Girl. [ citação necessária ]
Poster Girl foi lançado em 5 de março de 2021 com críticas positivas. O álbum teve um desempenho comercial moderado, estreando no número três na parada de álbuns suecos, 12 na parada de álbuns do Reino Unido e 170 na Billboard 200 dos EUA.
Em 21 de maio de 2021, Larsson lançou uma edição de verão da Poster Girl.  Ela também cantou músicas em uma festa virtual no Roblox para comemorar seu novo álbum. 
Em 22 de abril de 2022, Larsson lançou "Words" com o DJ sueco Alesso.  A canção foi um sucesso moderado na Europa, alcançando o top cinco na Suécia e o top 40 em Flandres, Croácia, Hungria, Holanda, Noruega, Polônia e Reino Unido.
Em junho de 2022, Larsson anunciou que havia deixado o TEN Music Group para iniciar sua própria gravadora chamada                 Sommer House e adquiriu a propriedade de seu catálogo musical no processo. Ela também renovou seu contrato com a Epic Records, com todos os lançamentos futuros a partir de então sendo lançados sob seu próprio selo Sommer House sob licença exclusiva para a Epic Records nos EUA e distribuídos pela Sony Suécia na Suécia. 

### 2023–presente:Venus
Em 27 de janeiro de 2023, Larsson lançou "Can't Tame Her", o primeiro single de seu quarto (terceiro internacional) álbum de estúdio, Venus.  Posteriormente, ela lançou "End of Time" em 19 de maio de 2023 como o segundo single do álbum.  O terceiro single do álbum, "On My Love", foi lançado em 15 de setembro de 2023 em colaboração com o DJ francês David Guetta. Em 26 de outubro de 2023, Larsson anunciou oficialmente Venus e o disponibilizou para pré-venda.  Em 1º de dezembro de 2023, Larsson lançou seu EP de férias Honor the Light.  Em 19 de janeiro de 2024, ela lançou "You Love Who You Love" como o quarto single do álbum.  Venus foi lançado em 9 de fevereiro de 2024 com críticas geralmente positivas dos críticos de música.  
Em 15 de maio de 2023, a conta oficial do Twitter da Netflix Nordic anunciou um novo filme chamado A Part of You, que foi lançado em 31 de maio de 2024.  O elenco principal é composto por Zara Larsson, Felicia Maxime e Edvin Ryding.

## Vida pessoal
Larsson, é uma auto-proclamada fã de Beyoncé, identifica-se como uma feminista e modela-se coma uma "ativista" depois de cantora. Ela atribui a sua opinião na mídia social e nas entrevistas e com seus pais, alegando: "Meus pais são muito educados quando se trata de questões sociais e de serem atentos sobre o que está acontecendo no mundo, e eles têm sido muito favoráveis as minhas opiniões".
Larsson tem crescido cada vez mais vocalmente através de suas influências em outros artistas e trabalhos com quem admira. Embora ela seja fã artistas como Beyoncé, ela tem visões opostas a alguns produtores musicais, como o Dr. Luke, de quem ela não tem "boas lembranças".

### Acusações de sexismo
Algumas observações e opiniões de Larsson em relação aos homens chamaram a atenção tanto do público como dos meios de comunicação, alguns dos quais criticando-a. Alguns seguidores até a chamaram de "man-hater" (algo parecido com "odiadora de homens"); Larsson retrucou dizendo que ela "felizmente [é]", afirmando: "Não quero machuca-lós, apenas odeio-os [homens machistas]."
Depois de saber que um homem tinha cometido uma agressão sexual durante o seu espetáculo no Festival de Bråvalla na Suécia em Julho de 2016, Larsson, através da sua página oficial no Twitter, condenou o ato e foi criticada por muitos por "culpar todos os homens pelo ataque". Larsson confirmou as declarações dizendo: "Não é ruim generalizar, é difícil sentir-se segura em um festival onde você só quer se divertir, mas não pode, por causa dos homens".

## Discografia
Álbuns
- 1 (2014)
- So Good (2017)
- Poster Girl (2021)
- Venus (2024)

## Prêmios e indicações
| Ano  | Categoria                  | Nomeação     | Resultado |
| ---- | -------------------------- | ------------ | --------- |
| 2017 | British Single of the Year | "Girls Like" | Indicado  |
| 2017 | British Video              | "Girls Like" | Eliminado |

| Ano  | Categoria       | Nomeação  | Resultado |
| ---- | --------------- | --------- | --------- |
| 2017 | Best New Artist | Ela mesma | Indicado  |

| Ano  | Categoria                     | Nomeação  | Resultado |
| ---- | ----------------------------- | --------- | --------- |
| 2014 | Best Swedish Song of the Year | "Uncover" | Indicado  |
| 2016 | Hetero of the Year            | Ela mesma | Indicado  |
| 2016 | Artist of the Year            | Ela mesma | Indicado  |

| Ano  | Categoria          | Nomeação         | Resultado |
| ---- | ------------------ | ---------------- | --------- |
| 2014 | Song of the Year   | "Uncover"        | Indicado  |
| 2015 | Song of the Year   | "Carry You Home" | Indicado  |
| 2016 | Artist of the Year | Ela mesma        | Indicado  |
| 2016 | Song of the Year   | "Lush Life"      | Indicado  |
| 2017 | Artist of the Year | Ela mesma        | Venceu    |
| 2017 | Song of the Year   | "Ain't My Fault" | Indicado  |

| Ano  | Categoria                  | Nomeação  | Resultado |
| ---- | -------------------------- | --------- | --------- |
| 2014 | Best Swedish Star          | Ela mesma | Indicado  |
| 2015 | Favorite Swedish Star      | Ela mesma | Indicado  |
| 2016 | Favorite Swedish Star      | Ela mesma | Indicado  |
| 2017 | Favorite Global Music Star | Ela mesma | Pendente  |

| Ano  | Categoria        | Nomeação  | Resultado |
| ---- | ---------------- | --------- | --------- |
| 2015 | Best Push        | Ela mesma | Indicado  |
| 2016 | Best New Act     | Ela mesma | Venceu    |
| 2016 | Best Swedish Act | Ela mesma | Venceu    |

| Ano  | Categoria       | Nomeação  | Resultado |
| ---- | --------------- | --------- | --------- |
| 2016 | Best New Artist | Ela mesma | Indicado  |

| Ano  | Categoria          | Nomeação    | Resultado |
| ---- | ------------------ | ----------- | --------- |
| 2014 | Song of the Year   | "Uncover"   | Indicado  |
| 2015 | Artist of the Year | Ela mesma   | Indicado  |
| 2016 | Artist of the Year | Ela mesma   | Indicado  |
| 2016 | Song of the Year   | "Lush Life" | Venceu    |

| Ano  | Categoria                | Nomeação          | Resultado |
| ---- | ------------------------ | ----------------- | --------- |
| 2013 | Best Female Live Artist  | Ela mesma         | Venceu    |
| 2013 | Breakthrough of the Year | Ela mesma         | Venceu    |
| 2014 | Best Female Live Artist  | Ela mesma         | Venceu    |
| 2015 | Best Female Live Artist  | Ela mesma         | Venceu    |
| 2015 | Best Fans                | Zara Larsson fans | Indicado  |
| 2015 | Special Award            | Ela mesma         | Venceu    |

| Ano  | Categoria                   | Nomeação           | Resultado |
| ---- | --------------------------- | ------------------ | --------- |
| 2016 | Choice Music: Break-Up Song | "Never Forget You" | Indicado  |

| Ano  | Categoria                              | Nomeação           | Resultado |
| ---- | -------------------------------------- | ------------------ | --------- |
| 2016 | International Breakthrough of the Year | Ela mesma          | Indicado  |
| 2016 | International Song of the Year         | This One's for You | Indicado  |